# 拉斯涅韦斯
拉斯涅韦斯（西班牙語：Las Nieves）是西班牙加利西亚自治区蓬特韦德拉省的一个市镇。 总面积66平方公里，总人口4478人（2001年），人口密度68人/平方公里。